# Pic de Monestero
El pic de Monestero és una muntanya de 2.877 metres que es troba al municipi d'Espot, a la comarca del Pallars Sobirà.